# Tanjung Kemuning I
Tanjung Kemuning I is een bestuurslaag in het regentschap Kaur van de provincie Bengkulu, Indonesië. Tanjung Kemuning I telt 448 inwoners (volkstelling 2010).